# 金山迳古道
金山迳古道，位于中国广东省云浮市罗定市罗平镇金山、京山之间，为罗定市的一个市级文物保护单位，类型为古遗址，公布时间为1994年6月8日。
金山迳古道的历史年代为明代。